# Marselisløbet
Marselisløbet er et traditionsrigt dansk motionsløb, hvor mange af de bedste løbere fra Midt- og Østjylland samles for at løbe de to smukke og kuperede distancer: 6 km og 12 km gennem Marselisborgskovene. Løbet har i mange år tilhørt et af de største i Danmark. Det afvikles hvert år i august eller september; de seneste år i forbindelse med Århus Festuge. Marselisløbet arrangeres af klubben Aarhus 1900, der også står bag den populære 1900 Stafetten.
Gennem de senste mange år har det været løbere som Gitte Karlshøj og Peder Troldborg, der har vundet på henholdsvis dame- og herresiden. De seneste par år har løbere som Mikkel Kleis, Søren Molbech og Ulrik Heitmann gjort sig gældende.

## Historie
Det første Marselisløb, der opstod efter inspiration fra Eremitageløbet, fandt sted den 17. september 1972 og havde 1700 gennemførende løbere. Fra starten var der kun tale om én distance, nemlig den klassiske på 12 km, men i 1986 ekspanderede løbet, således at det nu også blev muligt at løbe den kortere rute på 6,4 km. Siden kom Marselis-cykelløbet til i 1992, Marselis-skolestafetten et par år senere, og i 2004 det nyeste tiltag, Marselis-walk.
Ved 40 års jubilæum i 2011 havde følgende løbere deltaget i samtlige løb:
Anders Gysting, Bent Christensen, Bent Hannerup, Bent Lystorp Johansen, Bent Poulsen, Bent Thygesen, Brian Grosen Madsen, Børge Helmer, Carsten Langlo, Carsten Ulstrup, Egon Mikkelsen, Eigil Elsborg, Elmer Aagesen, Erik Hjorth, Erik Nybo, Hardy Mejer, Henning Elgaard, Ingemann Jeppesen Boel, Jan Bach Hansen, Jørgen Aaby Nielsen, Jørgen Hansen, Jørn Knudsen, Kaj Grosen Madsen, Knud Erik Sørensen, Leif Guldberg, Leo Greffel, Lydia Balle Nielsen, Mogens Jørgensen, Olaf Tikiøb, Ole Kirk, Palle Adelsten Olsen, Per Aabo Andersen, Poul Bastrup Kræmer, Poul Erik Jensen, Poul Eriksen, Preben Elgaard, Rudolf Schütt
Steen Gertz, Steen Langlo, Steen Schütt, Søren Westergaard, Tage Staal, Tonny Borup Mortensen, Toni Emanuel Kjær, Viggo Østergaard, Walther Johannsen.